# メキシコ連邦区ボクシング・レスリング協会
メキシコ連邦区ボクシング・レスリング協会（La Comisión de Box y Lucha Libre del Distrito Federal、略称：CBLL）は、メキシコでボクシングとプロレスの興行を監督している機関。

## 概要
タイボクシングコミッション同様にプロボクサーのライセンスは発行していない。ただし、プロレスラーについてはライセンスを発行しており、ルチャリブレ選手組合もライセンスを発行している。

## タイトル
メキシコ連邦区ボクシング・レスリング協会が管理、認定しているプロレスの王座。
- ナショナル・ヘビー級王座
- ナショナル・クルーザー級王座
- ナショナル・ライトヘビー級王座
- ナショナル・ミドル級王座
- ナショナル・ウェルター級王座
- ナショナル・ライト級王座
- ナショナル・フェザー級王座
- ナショナル・タッグ王座
- ナショナル・トリオ王座
- ナショナル・アトミコ王座
- ナショナル女子王座
- ナショナル女子タッグ王座
- ナショナル・ミニエストラージャ王座

ボクシングの王座も管理、認定しており、2000年代後半に創設された世界ボクシング評議会による直轄の王座であるメキシコボクシング委員会連盟と並存している。